# Клода-Гуровська
Клода-Гуровська (пол. Kłoda Górowska, нім. Kloden) — село в Польщі, у гміні Гура Гуровського повіту Нижньосілезького воєводства.
Населення — 431 особа (2011).
У 1975-1998 роках село належало до Лешненського воєводства.

## Демографія
Демографічна структура станом на 31 березня 2011 року:
|          | Загалом | Допрацездатний вік | Працездатний вік | Постпрацездатний вік |
| -------- | ------- | ------------------ | ---------------- | -------------------- |
| Чоловіки | 221     | 55                 | 148              | 18                   |
| Жінки    | 210     | 38                 | 132              | 40                   |
| Разом    | 431     | 93                 | 280              | 58                   |